# Dassen
Dassen ist der kleinste Ortsteil der Gemeinde Künzell im osthessischen Landkreis Fulda.

## Geographische Lage
Dassen ist eine aus mehreren Bauernhöfen bestehende Streusiedlung, die sich an der Landesstraße 3377 zwischen Dirlos und Dietershausen befindet. Dassen grenzt im Norden an Kohlgrund, im Osten an Dietershausen, im Westen an Pilgerzell und im Nordwesten an Dirlos.

## Geschichte
Im Türkensteuerregister der Fürstabtei Fulda aus 1605 ist der Ort unter dem Namen Dachsen mit nur einer Familie erwähnt.
Die Gemeinde wurde zum 1. Juli 1850 aus den Höfen Dassenhütte, Dornhecke, Knottenhöfchen, Knottenhof, Oberdassen und Steinhauck neu gebildet.
Im Zuge der Gebietsreform in Hessen wurde die Gemeinde Dassen zum 31. Dezember 1971 auf freiwilliger Basis in die Gemeinde Künzell eingemeindet. Wie für alle nach Künzell eingegliederten Orte wurde auch für Dassen ein Ortsbezirk gebildet.

### Verwaltungsgeschichte im Überblick
Die folgende Liste zeigt die Staaten und Verwaltungseinheiten, denen Dassen angehört(e):
- 1850: Kurfürstentum Hessen, Bezirk Fulda
- ab 1851: Kurfürstentum Hessen, Provinz Fulda, Kreis Fulda
- ab 1867: Norddeutscher Bund,[Anm. 1] Königreich Preußen,[Anm. 2] Provinz Hessen-Nassau, Regierungsbezirk Kassel, Kreis Fulda
- ab 1871: Deutsches Reich,  Königreich Preußen, Provinz Hessen-Nassau, Regierungsbezirk Kassel, Kreis Fulda
- ab 1918: Deutsches Reich, Freistaat Preußen, Provinz Hessen-Nassau, Regierungsbezirk Kassel, Kreis Fulda
- ab 1944: Deutsches Reich, Freistaat Preußen, Provinz Kurhessen, Landkreis Fulda
- ab 1945: Deutsches Reich, Amerikanische Besatzungszone, Groß-Hessen, Regierungsbezirk Kassel, Landkreis Fulda
- ab 1946: Deutsches Reich, Amerikanische Besatzungszone, Hessen, Regierungsbezirk Kassel, Landkreis Fulda
- ab 1949: Bundesrepublik Deutschland, Hessen, Regierungsbezirk Kassel, Landkreis Fulda
- ab 1972: Bundesrepublik Deutschland, Hessen, Regierungsbezirk Kassel, Landkreis Fulda, Gemeinde Künzell

## Bevölkerung

### Einwohnerstruktur 2011
Nach den Erhebungen des Zensus 2011 lebten am Stichtag dem 9. Mai 2011 in Dassen 90 Einwohner. Darunter waren keine Ausländer.
Nach dem Lebensalter waren 27 Einwohner unter 18 Jahren, 39 waren zwischen 18 und 49, 15 zwischen 50 und 64 und 9 Einwohner waren älter.
Die Einwohner lebten in 33 Haushalten. Davon waren 9 Singlehaushalte, 3 Paare ohne Kinder und 15 Paare mit Kindern, sowie 3 Alleinerziehende und keine Wohngemeinschaften. In 6 Haushalten lebten ausschließlich Senioren und in 27 Haushaltungen leben keine Senioren.

### Einwohnerentwicklung
| Dassen: Einwohnerzahlen von 1834 bis 2022 | Dassen: Einwohnerzahlen von 1834 bis 2022 | Dassen: Einwohnerzahlen von 1834 bis 2022 | Dassen: Einwohnerzahlen von 1834 bis 2022 | Dassen: Einwohnerzahlen von 1834 bis 2022 |
| --- | ----------------------------------------- | ----------------------------------------- | ----------------------------------------- | ----------------------------------------- |
| Jahr |                                           |                                           |                                           | Einwohner                                 |
| 1834 | 1834                                      |                                           | 62                                        | 62                                        |
| 1840 | 1840                                      |                                           | 85                                        | 85                                        |
| 1846 | 1846                                      |                                           | 66                                        | 66                                        |
| 1852 | 1852                                      |                                           | 63                                        | 63                                        |
| 1858 | 1858                                      |                                           | 63                                        | 63                                        |
| 1864 | 1864                                      |                                           | 69                                        | 69                                        |
| 1871 | 1871                                      |                                           | 63                                        | 63                                        |
| 1875 | 1875                                      |                                           | 71                                        | 71                                        |
| 1885 | 1885                                      |                                           | 68                                        | 68                                        |
| 1895 | 1895                                      |                                           | 67                                        | 67                                        |
| 1905 | 1905                                      |                                           | 49                                        | 49                                        |
| 1910 | 1910                                      |                                           | 55                                        | 55                                        |
| 1925 | 1925                                      |                                           | 71                                        | 71                                        |
| 1939 | 1939                                      |                                           | 71                                        | 71                                        |
| 1946 | 1946                                      |                                           | 118                                       | 118                                       |
| 1950 | 1950                                      |                                           | 114                                       | 114                                       |
| 1956 | 1956                                      |                                           | 100                                       | 100                                       |
| 1961 | 1961                                      |                                           | 109                                       | 109                                       |
| 1967 | 1967                                      |                                           | 112                                       | 112                                       |
| 1970 | 1970                                      |                                           | 100                                       | 100                                       |
| 1980 | 1980                                      |                                           | ?                                         | ?                                         |
| 1990 | 1990                                      |                                           | ?                                         | ?                                         |
| 2000 | 2000                                      |                                           | ?                                         | ?                                         |
| 2011 | 2011                                      |                                           | 90                                        | 90                                        |
| 2022 | 2022                                      |                                           | 86                                        | 86                                        |
| Datenquelle: Historisches Gemeindeverzeichnis für Hessen: Die Bevölkerung der Gemeinden 1834 bis 1967. Wiesbaden: Hessisches Statistisches Landesamt, 1968. Weitere Quellen: LAGIS; Gemeinde Kürzell; Zensus 2011 |                                           |                                           |                                           |                                           |

### Historische Religionszugehörigkeit
| • 1885: | 31 evangelische (= 45,59 %), 37 katholische (= 54,51 %) Einwohner |
| • 1961: | 34 evangelische (= 31,19 %), 71 katholische (= 45,14 %) Einwohner |

## Politik
Für Dassen besteht ein Ortsbezirk (Gebiete der ehemaligen Gemeinde Dassen) mit Ortsbeirat und Ortsvorsteher nach der Hessischen Gemeindeordnung.
Der Ortsbeirat besteht aus drei Mitgliedern. Bei den Kommunalwahlen in Hessen 2021 betrug die Wahlbeteiligung zum Ortsbeirat 70,77 %. Alle Kandidaten gehörten der „Wählergemeinschaft Dassen“ an. Der Ortsbeirat wählte Torsten Balzer zum Ortsvorsteher.